# نوین‌آرایه‌شناسی
نوین‌آرایه‌شناسی (به انگلیسی: Neontology)، بخشی از زیست‌شناسی است که برخلاف دیرینه‌شناسی، با جانداران زنده (یا به‌طور کلی‌تر، جدیدتر هولوسن) سروکار دارد. این مطالعه روی گونه‌های موجود (مفرد: آرایه موجود): گونه‌ها (مانند گونه‌ها، سرده‌ها و خانواده‌ها) با اعضایی است که هنوز زنده هستند، در برابر (همه) منقرض‌شده‌ها. برای نمونه:
- گوزن موس (Alces alces) گونه‌ای موجود است و گوزن شمالی ایرلندی (Megaloceros giganteus) گونه‌ای منقرض‌شده‌است.
- تا تاریخ ۱۹۸۷ در گروه نرم تنان معروف به سفالوپودها تقریباً ۶۰۰ گونه موجود و ۷۵۰۰ گونه منقرض‌شده وجود دارد.

یک آرایه را می‌توان به عنوان منقرض‌شده طبقه‌بندی کرد اگر به‌طور کلی توافق شود یا تأیید شود که هیچ‌یک از اعضای گروه هنوز زنده نیستند. برعکس، اگر اکتشافات جدیدی از گونه‌های زنده (" گونه لازاروس ") وجود داشته باشد، یا اگر گونه‌های موجود پیشین شناخته‌شده به عنوان اعضای آرایه طبقه‌بندی شوند، می‌توان یک آرایه منقرض‌شده را به عنوان موجود طبقه‌بندی کرد.

بیشتر زیست‌شناسان، جانورشناسان و گیاه‌شناسان در عمل نوین‌آرایه‌شناس هستند و اصطلاح نوین‌آرایه‌شناس عمدتاً توسط دیرینه‌شناسان به کار می‌رود. استیون جی گولد دربارهٔ نوین‌آرایه‌شناسی گفت:
همهٔ حرفه‌ها حیطه‌گرایی خود را حفظ می‌کنند و من اعتماد دارم که خوانندگان غیر دیرینه‌شناس جلوه اصلی ما را خواهند بخشید. ما دیرینه‌شناس هستیم، بنابراین به یک نام نیاز داریم تا خودمان را با همه شما افرادی که جانداران نوین را در زمان انسانی یا زیست‌محیطی مطالعه می‌کنید، مقایسه کنیم؛ بنابراین شما تبدیل به نوین‌آرایه‌شناسی می‌شوید. ما ماهیت نامتعادل و جزئی این تقسیم دوگانه را تشخیص می‌دهیم. 

## شکاف‌های اطلاعاتی
زمانی که جامعه علمی نظریه سنتز پیشرفته فرگشتی را پذیرفت، طبقه‌بندی‌ها تبارزایی شدند. در نتیجه، شکاف‌های اطلاعاتی در فسیل گونه‌ها، به‌ویژه در انسان‌های خردمند پدید آمد. انسان‌شناسانی که نظریه ترکیبی را پذیرفته‌اند، ایده «مرد میمون» را رد می‌کنند، زیرا این مفهوم دیرینه‌شناسی را با نوین‌آرایه‌شناسی اشتباه گرفته‌است. یک انسان میمونی، در واقع، نخستی‌هایی با ویژگی‌هایی است که هر چیزی را بین انسان‌ها و میمون‌های بزرگ دیگر نشان می‌دهد. اگر مفهوم انسان میمونی بر اساس نوین‌آرایه‌شناسی باشد، فنوتیپ ما شبیه پاگنده خواهد بود. از آنجایی که این مفهوم مبتنی بر دیرینه‌شناسی بود، ایده انسان میمونی را احتمالاً می‌توان توسط انسان‌سایان فسیلی نشان داد.

## گونه‌های موجود در برابر گونه‌های منقرض‌شده
نوین‌آرایه‌شناسی گونه‌های موجود (زنده) و گونه‌های تازه‌منقرض‌شده را مطالعه می‌کند، اما اعلام آرایه به‌طور قطعی منقرض‌شده دشوار است. گونه‌هایی که در گذشته منقرض شده‌اند ممکن است در طول زمان دوباره پدیدار شوند. گونه‌هایی که زمانی منقرض‌شده در نظر گرفته می‌شدند و سپس بدون آسیب دوباره پدیدار می‌شوند با اصطلاح «اثر لازاروس» مشخص می‌شوند یا گونه‌های لازاروس نیز نامیده می‌شوند. به عنوان مثال، یک مطالعه نشان داد که ۳۶٪ از انقراض فرضی پستانداران ثابت شده‌است، در حالی که ۶۴٪ دیگر شواهد کافی برای اعلام انقراض یا کشف مجدد ندارند. در حال حاضر، اتحادیه بین‌المللی حفاظت از طبیعت، یک آرایه را به‌تازگی منقرض‌شده می‌داند، اگر انقراض پس از ۱۵۰۰ پس از میلاد رخ داده باشد. پستاندار تازه‌منقرض‌شده میمون کلوبوس قرمز بوویه بود که تا سال ۲۰۱۵ منقرض شده بود و پس از آن دوباره ۴۰ سال بدون مشاهده ثبت‌شده کشف شد.

## اهمیت نوین‌آرایه‌شناسی
نظریه‌های بنیادی نوین‌آرایه‌شناسی بر مدل‌های زیست‌شناختی انتخاب طبیعی و گونه‌زایی استوار است که ژن‌ها، واحد وراثت را با سازوکار فرگشت توسط انتخاب طبیعی به هم متصل می‌کنند. برای مثال، پژوهشگران از مجموعه داده‌های نوین‌آرایه‌شناسی و دیرینه‌شناسی برای مطالعه دندان‌های پستانداران غیرانسانی در مقایسه با دندان‌های انسان استفاده کردند. به منظور درک سازوکارهای ژنتیکی اساسی که بر این تنوع بین نخستی‌های غیرانسانی و انسانی تأثیر می‌گذارد، روش‌های نوین‌آرایه‌شناسی در روش تحقیق استفاده می‌شوند. با ترکیب نوین‌آرایه‌شناسی با روش‌های مختلف پژوهش‌های زیست‌شناختی، می‌توان روشن کرد که چگونه سازوکارهای ژنتیکی زیربنای رویدادهای مهم در فرآیندهایی مانند فرگشت پستانداران هستند.